# Алабузино
Ала́бузино — село  в Бежецком муниципальном округе Тверской области. С 2005 по  2023 г. входило в состав упраздненного Фралёвского сельского поселения.

## География
Село находится на заболоченном северо-восточном берегу Равленского озера (проточного) на реке Мологе  в 7 км к северо-западу от  Бежецка.
Через село проходит шоссейная дорога Бежецк — Поречье.

## История
Первые поселения, найденные вблизи села, относятся к эпохе неолита (до 1000 года).
Существует предание, что в 1238 году хан Золотой орды Батый после разгрома ополчения русских князей на реке Сить и разорения Бежиц в течение нескольких месяцев зимовал на берегу озера в районе села.
Алабузино упоминается в договорной грамоте Московского великого князя Василия Васильевича со своими двоюродными братьями Дмитрием Юрьевичем Шемякой и его братом князем Дмитрием Юрьевичем Красным 24 июня 1440 г.: «а во Алабузино и c. Есько и въ Новоселки съ Бѣжецкаго верха давныхъ людей не пріимати».

### XVII век
Владельцами села были: вотчинники Иван Травин (до 1627 г.), вдова Анна Ивановна — жена Травина и её сын Василий Иванович Травин (с 1627 г.), Московский Новодевичий монастырь (1646-1677 гг).
В 1648—1658 годах 11000 семей карелов из-за попыток властей Швеции насильно их перевести из православия в протестантизм эмигрировали на русские земли Бежецкого Верха, пустовавшие вследствие голода и разорения Смутного времени. По данным шведского государственного архива, среди мест переселения карел было и Алабузино.

### XVIII век
По данным переписи 1709 года село принадлежала Московскому Новодевичьему монастырю. Секуляризационная реформа 1764 года, проведённая Екатериной II, освободила жителей деревни от монастырской зависимости и перевела их в разряд «экономических крестьян».
В 1781 году с селе на средства прихожан была построена каменная церковь в честь Троицы Живоначальной с тремя престолами.

### XIX век
В 1816 году была построена двухэтажная каменная церковь Смоленской иконы Божией Матери с 3 престолами. Вокруг церквей, колокольни и погоста в 1831 году была сооружена каменная ограда.
В 1859 г. селе было 122 двора, в которых проживали 309 мужчин и 343 женщины. Село считалось «казенным» (в нём жили государственные крестьяне) и было в числе самых больших поселений Бежецкого уезда.
В 1868 году в селе была основана земская школа. Она содержалась на средства земства (350 руб.) и сельского общества (50 руб.), помещение предоставляло волостное правление. В школе было три комнаты, она располагала 280 учебниками, 60 книгами для классного чтения, тремя географическими картами. В школе учились дети из 11 селений, с которыми занимались два преподавателя. Численность учащихся достигала 70 человек, со значительным преобладанием мальчиков:
- 1886 г. — 40 мальчиков и 20 девочек;
- 1887 г. — 43 мальчика и 15 девочек;
- 1888 г. — 55 мальчиков и 11 девочек;
- 1889 г. — 62 мальчика и 8 девочек[2].

В 1887 г. село на возвышенности, 37 колодцев и 3 пруда, кузница, три ветряных мельницы, школа. В селе было 128 дворов и проживало 747 жителей: 368 мужчин и 384 женщины. Грамотными были 111 мужчин и семь женщин, в школе обучались 37 мальчиков и 11 девочек.
Число скота: лошадей — 122, коров и быков — 296, овец — 161, свиней — 38. Безлошадных хозяйств — 16, хозяйств без коров — семь.

### XX век
В 1901 г. в селе было 78 дворов и проживало 321 мужчина и 316 женщин.
Многие жители (уроженцы) села в составе русской армии принимали участие в боевых действиях во время Первой мировой войны 1914—1918 годов. Среди них были:
| №  | Фамилия, имя, отчество      | Место службы                                                      |                  |
| -- | --------------------------- | ----------------------------------------------------------------- | ---------------- |
| 1  | Гусев Михаил Якович         | 429-й пехотный Рижский полк, рядовой                              | ранен/котужен    |
| 2  | Соловьёв Ефим Васильевич    | 118-й Шуйский полк, рядовой                                       | ранен/контужен   |
| 3  | Кезанов Николай Петрович    | Лейб-гвардии 1-й стрелковый полк, стрелок                         | ранен/контужен   |
| 4  | Дребин Василий              | 431-й пехотный Тихвинский полк, рядовой                           | ранен/контужен   |
| 5  | Михайлов Егор Михайлович    | 164-й пехотный Закатальский полк, рядовой                         | ранен/контужен   |
| 6  | Шешков Кузьма Яковлевич     | Лейб-гвардии 2-й стрелковый Царскосельский полк, ефрейтор         | убит             |
| 7  | Титов Иван Андреевич        | 30-й Полтавский полк, солдат                                      | выбыл            |
| 8  | Сачков Ефим Николаевич      | 290-й пехотный Валуйский полк, рядовой                            | болен            |
| 9  | Брысин Сергей Никитич       | 459-й пехотный Миропольский полк                                  |                  |
| 10 | Орлов Егор Сергеевич        | 199-й пехотный Кронштадтский полк, ст. унтер-офицер               | пропал без вести |
| 11 | Усов Василий Васильевич     | 69-й Сибирский стрелковый полк, стрелок                           | пропал без вести |
| 12 | Яковлев Георгий Яковлевич   | 88-й пехотный Петровский полк, ст. унтер-офицер                   | болен            |
| 13 | Голубев Иван Иванович       | 16 Мингрельский Пехотн. полк, рядовой                             | ранен/контужен   |
| 14 | Брянцев Ефим Матвеевич      | 88-й пехотный Петровский полк, ефрейтор                           | болен            |
| 15 | Дружинин Андрей Власович    | 2 полевая военная хлебопекарня, рядовой                           | болен            |
| 16 | Бутин Иван Максимович       | Двинская нестроев. команда, рядовой                               | болен            |
| 17 | Орлов Сергей Яковлевич      | Лейб-гвардии 2-й стрелковый Царскосельский полк, мл. унтер-офицер | ранен/контужен   |
| 18 | Лолов Александр Евфимович   | Лейб-гвардии стрелковый полк, рядовой                             | ранен/контужен   |
| 19 | Шишков Павел Алексеевич     | 414-й полевой подвижной госпиталь, мл. унтер-офицер               | болен            |
| 20 | Галочкин Иван Семенович     | 3-й Волгский полк Терского казачьего войска, солдат               |                  |
| 21 | Крутихин Иван Иванович      | 178-й пехотный запасный батальон, ратник                          | болен            |
| 22 | Кезанов Алексей Петрович    | 8-й Финляндский стрелковый полк, мл. унтер-офицер                 |                  |
| 23 | Травкин Александр Сергеевич | 1-й парк 79-й парковый артиллерийский дивизион, бомбардир         | болен            |
| 24 | Власов Пётр Власович        | 459-й пехотный Миропольский полк, рядовой                         | ранен/контужен   |
| 25 | Бутин Алексей Сергеевич     | Лейб-гвардии 3-й стрелковый Его Величества полк, стрелок          | эвакуирован      |
| 26 | Сачков Пётр Симонович       | 438 Чернопольский полк, рядовой                                   | болен            |

До административно-территориальной реформы 1919 года село было в составе Новской волости Бежецкого уезда.
В 1919 г. из состава Новской волости были выделены 12 населенных пунктов, образовавшие Алабузинскую волость с центром в селе Алабузино. В 1921 г. в ней было 5 сельсоветов: Алабузинский, Захаровский, Лядовский, Новосельский и Прозоровский и проживало 3596 человек. Волость как административное формирование просуществовала до 1924 г., когда в результате укрупнения волостей вошла в состав Бежецкой волости.
В результате проводимой в 1932—1937 гг. Советской властью политики борьбы с религиозными организациями и репрессиями против верующих, получившей в истории церкви название «безбожной пятилетки», обе сельские церкви были закрыты и разграблены, колокола сняты и отправлены на переплавку, а священники репрессированы. По обвинению в антисоветской агитации были несправедливо осуждены священники алабузинской церкви Смирнов Сергей Иванович (1889 г.р., расстрелян в 1937 г.), Ивановский Петр Евгеньевич (1884 г.р., 3 года лагерей в 1935 г.), Барбошинов Александр Николаевич (1863 г.р., расстрелян в 1937 г.) и диакон Александров Алексей Александрович (1880 г.р., 3 года лагерей в 1935 г.), а также трое уроженцев села. Все они были реабилитированы в 1989 и 1992 годах.
С 1920 по 1937 гг. в селе жил с семьей  и служил в сельской церкви  дьяконом П. М. Иванов — отец оперного певца Алексея Иванова. Он избежал репрессий благодаря сыну, который помог отцу погасить налоговую задолженность церкви.
Во время Великой Отечественной войны на фронте погибли и пропали без вести 58 жителей (уроженцев) села.
В годы Советской власти село было центральной усадьбой колхоза «Большевик».

## Население
| 1859 | 1897 | 1989 | 2008 | 2010 |
| ---- | ---- | ---- | ---- | ---- |
| 706  | ↗776 | ↘72  | ↘44  | ↘28  |

## Достопримечательности
В селе находится объекты культурного наследия народов Российской Федерации:
- Смоленская церковь (объект федерального значения);
- Троицкая церковь (объект регионального значения);
- школа церковно-приходская (памятник архитектуры);
- пожарный сарай (объект регионального значения);
- деревянный пожарный сарай (объект регионального значения);

## Этимология
Этимология названия связана с «алапа, алап» займище, пойма; «плавни обширные поймы с камышами, зыбуном, кочкарником».

## Известные люди
В 1961 году в селе родился известный поэт и прозаик Андрей Вячеславович Новиков . Награждён большой серебряной медалью Н. Гумилёва, лауреат Национальной литературной премии Золотое перо Руси (2021 г.)